# Deliciós
Deliciós (títol original en francès: Délicieux) és una pel·lícula belga-francesa de 2021, escrita i dirigida per Éric Besnard. L'obra s'ha doblat i s'ha subtitulat al català.

## Argument
El 1789, abans de la Revolució Francesa, Pierre Manceron (Grégory Gadebois) és el cuiner d'un aristòcrata gastronòmic. Acomiadat per reclamar una part de llibertat creativa en aquests plats, s'instal·la a la casa abandonada del seu pare amb Jacob (Christian Bouillette), un amic de la família, i amb el seu fill, Benjamin (Lorenzo Lefèbvre). El temps passa i perd la motivació culinària. Una dona (Isabelle Carré) ve a oferir-se com a aprenent.

## Repartiment
- Grégory Gadebois com a Pierre Manceron
- Isabelle Carré com a Louise / marquesa de la Varennes
- Benjamin Lavernhe com a duc de Chamfort
- Guillaume de Tonquédec com a Hyacinthe, l'intendent del duc
- Lorenzo Lefèbvre com a Benjamin Manceron
- Christian Bouillette com a Jacob
- Marie-Julie Baup com a marquesa de Saint-Genet
- Jérémy Lopez com a marquès de Fourvière
- Antoine Gouy com a marquès de Croisic
- Manon Combes com a Francine
- Laurent Bateau com a Dumortier
- Gilles Privat com a bisbe
- Christophe Rossignon com a lacai de les espelmes
- Félix Fournier com a dependent que posa canyella
- François de Brauer com a marquès de Frigoli
- Benjamin Lhommas com a marquès dels Essais
- Chloé Astor com a mestressa del duc
- Louise Rossignon com a primera marquesa
- Maxime Mansion com a l'amic de Dumortier

## Producció

### Distribució dels papers
El juny de 2019, després de la recerca de 200 extres i figurants a Sant Flor, es feu saber que Isabelle Carré i Grégory Gadebois formarien part del rodatge de la pel·lícula. Els cuiners Thierry Charrier, director de cuina del Quai d'Orsay, i Jean-Charles Karmann, assessor culinari, participaren en l'assessorament de l'equip de filmació sobre com perfeccionar plats del segle xviii perquè fossin més cenyits a la història.

### Rodatge

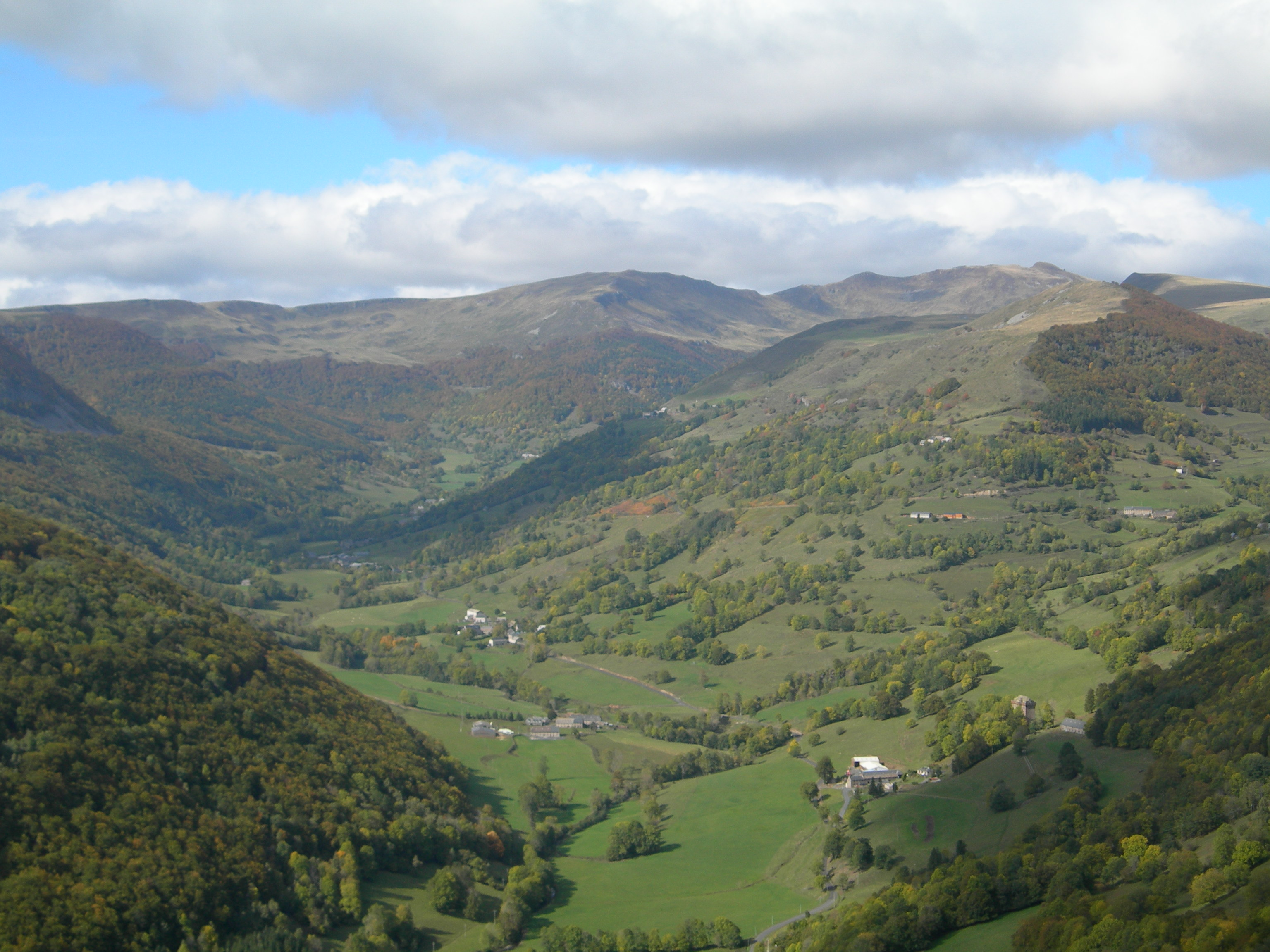
Vista de la vall de Breson.

El rodatge tingué lloc entre el 16 de setembre i el 25 d'octubre de 2019, a més de 1000 metres d'altitud, a Breson, al Cantal, També tingué lloc a Conques de Roerga, a l'octubre, per les escenes de la rue de la Porte de Fer i de l'abadia de Santa Fe de Concas. Durant el rodatge, hi participaren 3250 actors principals, actors secundaris i figurants. La il·luminació està inspirada en el pintor francès Jean Siméon Chardin.

### Música
La música de la pel·lícula fou composta per Christophe Julien, a proposta del director Éric Besnard.
1. Délicieux (3:28)
2. Le repas (1:07)
3. Les saisons (3:11)
4. L'exil (1:23)
5. L'éveil des sens (1:04)
6. La renaissance (3:44)
7. Le miroir de nos vies (1:58)
8. Les gourmets (2:16)
9. Elégance du geste (2:05)
10. Le poison (1:32)
11. La veillée (1:39)
12. Le temps d'une vie (1:03)
13. Le restaurant (1:38)
14. Passer et ne jamais revenir (1:45)
15. Vous me le paierez (3:37)
16. 1789 (3:09)
17. Délicieux (générique fin) (5:54)

## Premis i nominacions
| Any            | Premi          | Categoria       | Nominació         | Resultat | Ref.  |
| -------------- | -------------- | --------------- | ----------------- | -------- | ----- |
| 2022           | Premis César   | Millor vestuari | Madeline Fontaine | Nominada | [ 9 ] |
| Millor decorat | Bertrand Seitz | Nominat         | [ 9 ]             |          |       |